# Tuněchody (Kladruby)
Tuněchody jsou malá vesnice, část města Kladruby v okrese Tachov v Plzeňském kraji. Nachází se asi šest kilometrů jihozápad od Kladrub. Je zde evidováno 22 adres. V roce 2011 zde trvale žilo 22 obyvatel.
Tuněchody leží v katastrálním území Tuněchody u Stříbra o rozloze 4,99 km².

## Historie
První písemná zmínka o vesnici pochází z roku 1239. V letech 1938 až 1945 byla ves přičleněna (v důsledku uzavření Mnichovské dohody) k nacistickému Německu. Tuněchody byly dříve samostatnou obcí. V letech 1961 až 1976 pak byly částí obce Brod u Stříbra, od 30. dubna 1976 jsou částí Kladrub.

## Obyvatelstvo
| Rok            | 1869 | 1880 | 1890 | 1900 | 1910 | 1921 | 1930 | 1950 | 1961 | 1970 | 1980 | 1991 | 2001 | 2011 | 2021 |
| -------------- | ---- | ---- | ---- | ---- | ---- | ---- | ---- | ---- | ---- | ---- | ---- | ---- | ---- | ---- | ---- |
| Počet obyvatel | 154  | 154  | 173  | 164  | 174  | 162  | 159  | 69   | 60   | 73   | 39   | 25   | 37   | 22   | 30   |
| Počet domů     | 25   | 26   | 28   | 29   | 30   | 32   | 33   | 30   | 30   | 17   | 10   | 10   | 10   | 14   | 15   |

## Pamětihodnosti
- Kaple Panny Marie Pomocné
- Boží muka

## Další fotografie

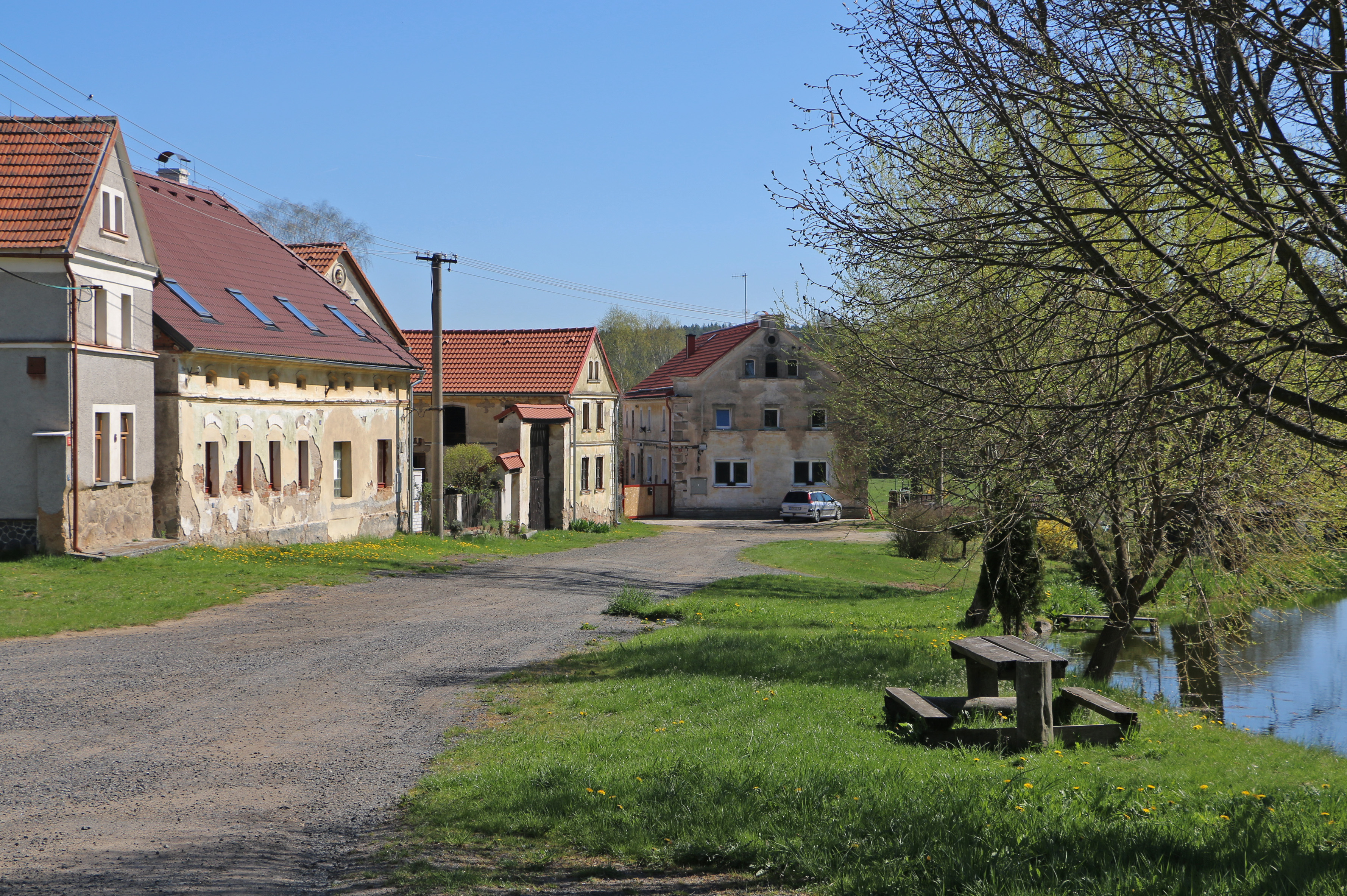
Náves
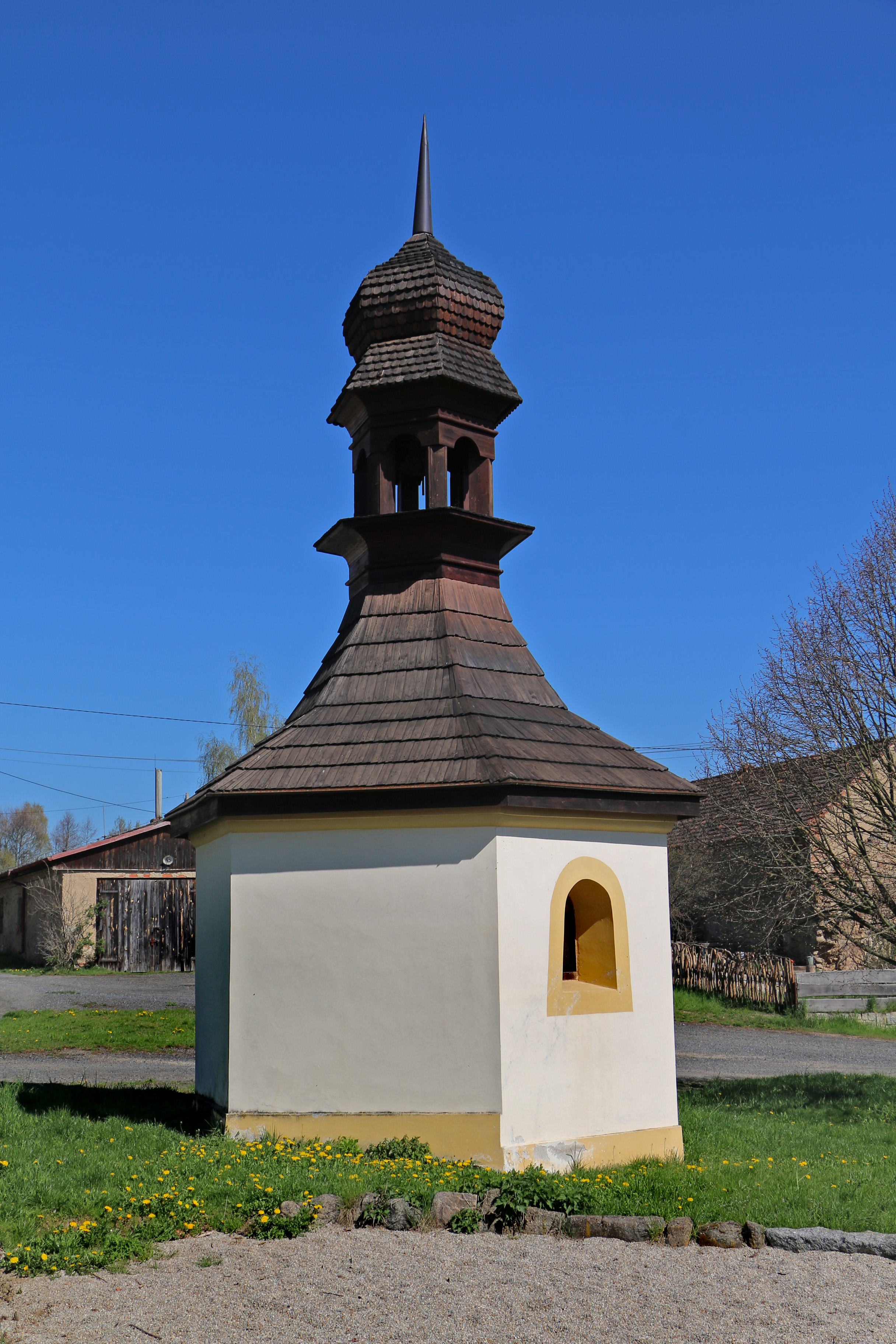
Kaple Panny Marie Pomocné
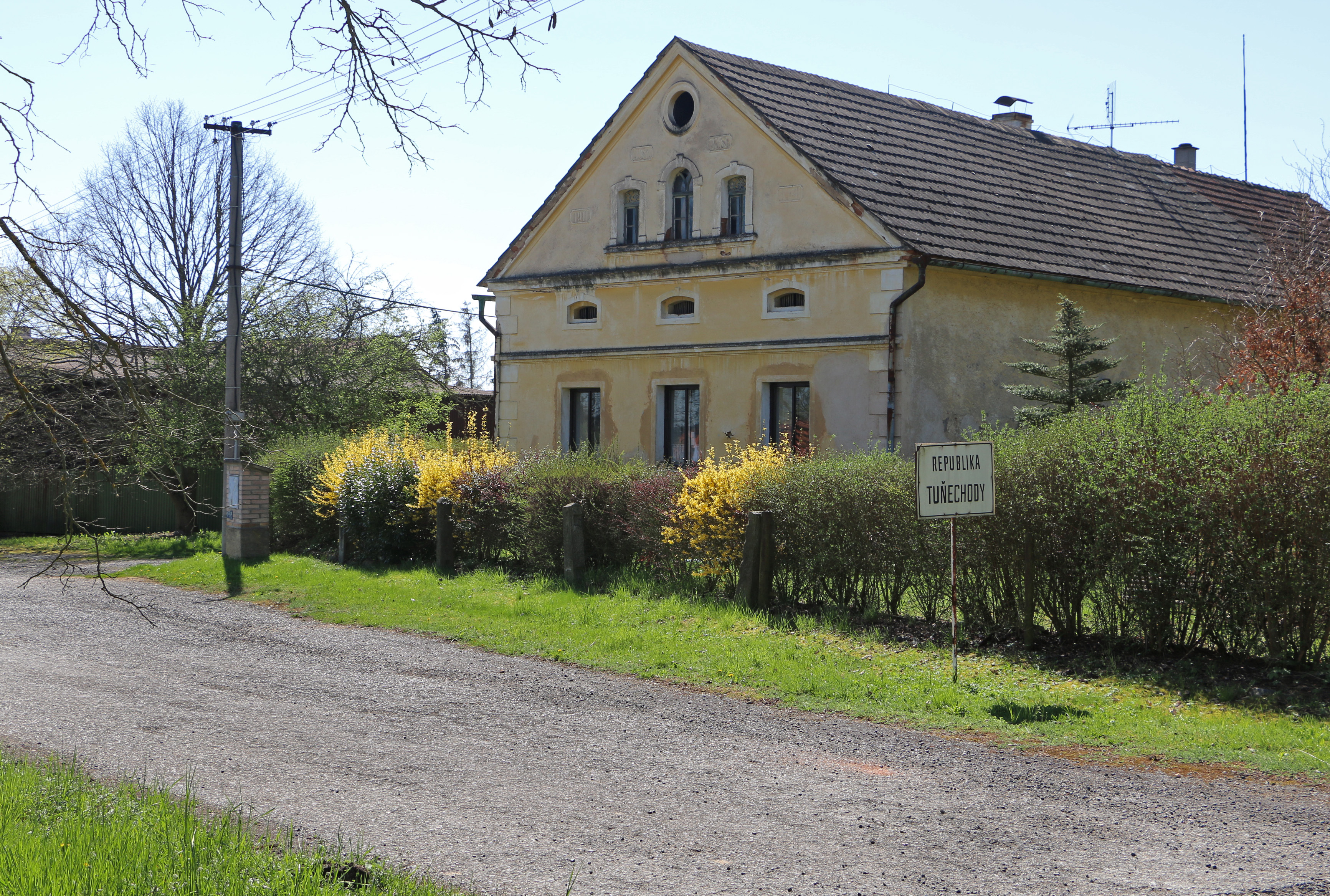
Tuněchody
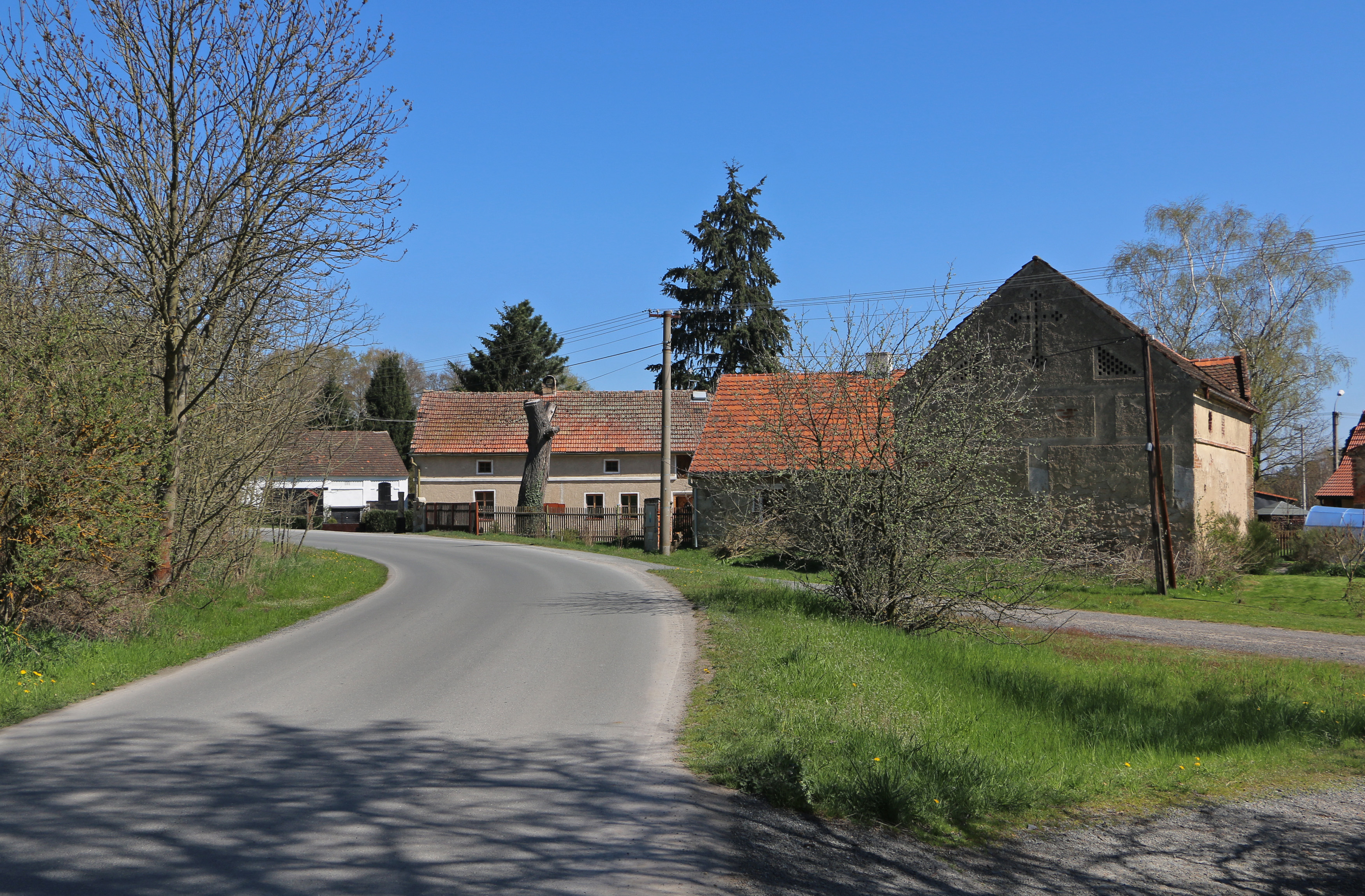
Hlavní silnice